# Escaflowne - The Movie
Escaflowne - The Movie  (エスカフローネ?, Escaflowne) è un film d'animazione del 2000 diretto da Kazuki Akane.
Creata come un universo alternativo agli eventi della serie tv I cieli di Escaflowne, la pellicola è stata animata dalla Sunrise e da Bones, e sviluppata con il titolo provvisorio Escaflowne: A Girl in Gaea, ma in seguito è stata pubblicata semplicemente come Escaflowne o Escaflowne - The Movie.

## Trama

Van e Hitomi in una scena del film.

Ben diverso dalla serie, questo film, in poco meno di cento minuti, rielabora la trama e le figure principali pur mantenendo spesso l’architettura degli archetipi narrativi. In questa nuova dimensione narrativa il destino di Gaia è già sull’orlo del precipizio e a deciderne le sorti saranno gli scontri e le scelte dei discendenti della “stirpe del drago”, guerrieri rari e dotati di eccezionali poteri psichici. Inoltre, in questa trasposizione, Hitomi non è “solo” una tipica adolescente delle scuole superiori, seppur con il dono della veggenza, ma una ragazza complicata, afflitta da una sorta di  depressione, un mal di vivere, causatole da sensazioni e visioni che non riesce a capire. Ago della bilancia è l’Escaflowne, forse l’ultima “armatura” su  Gaia a poter essere risvegliata grazie al sangue di uno dei discendenti della “stirpe del drago”, che, come in passato, potrà salvare o distruggere tutto.

## Personaggi e doppiatori
- Hitomi Kanzaki: Ilaria Latini (voce originale Maaya Sakamoto)
- Van Fanel: Fabrizio Manfredi (Tomokazu Seki)
- Folken Fanel: Massimo Lodolo (Jōji Nakata)
- Yukari Uchida: Antonella Baldini (Mayumi Iizuka)
- Dilandau Albatou: Laura Lenghi (Minami Takayama)
- Millerna Aston: Chiara Gioncardi (Aki Takeda)
- Jajuka: Marco Bassetti (Kōji Tsujitani)
- Allen Schezar: Loris Loddi (Shin'ichirō Miki)
- Merle: Domitilla D'Amico (Ikue Ōtani)
- Shesta: Marco Vivio (Kappei Yamaguchi)
- Nukushi: Stefano Billi (Takashi Matsuyama)
- Dryden Fassa: Francesco Prando (Juurouta Kosugi)
- Ort: Massimo Triggiani (Nobuyuki Hiyama)
- Gades: Saverio Indrio (Tōru Ōkawa)
- Sora: Veronica Puccio (Mayumi Iizuka)
- Teo: Raffaele Palmieri (Toshihiko Nakajima)
- Re: Mario Bombardieri (Satoaki Kuroda)
- Ryuon: Emiliano Reggente (Kensuke Kawano)
- Mio: Nicola Braile (Ginzō Matsuo)
- Rum: Stefano Santerini (Ginzō Matsuo)
- Riden: Angelo Evangelista (Yūji Ueda)
- Pair: Ezio Conenna (Takehiro Murozono)

## Colonna sonora
La colonna sonora è stata composta nuovamente da Yōko Kanno, che aveva curato anche le musiche per la serie televisiva, in collaborazione con Hajime Mizoguchi. La sigla finale del film è il brano Yubiwa, cantato da Maaya Sakamoto.

## Distribuzione
In Giappone il film è stato proiettato il 24 giugno 2000, mentre l'Italia è riuscita ad ottenere un'anteprima europea del film avvenuta il 19 gennaio 2001 a Bologna, durante il Future Film Festival. Negli Stati Uniti, invece, è stato proiettato per la prima volta il 25 gennaio 2002. Il film è stato trasmesso in prima visione televisiva sul canale digitale terrestre Ka-Boom il 25 dicembre 2013.

### Edizioni home video
In Italia era stata annunciata la pubblicazione del film in Dvd da parte della Shin Vision nel 2006, ma i diritti andarono perduti dopo il fallimento della società, e sono stati successivamente riacquistati dalla Dynit nel 2011.